# Panieński Ostrów
Panieński Ostrów – dawna osada leśna w Polsce położona w województwie kujawsko-pomorskim, w powiecie chełmińskim, w gminie Chełmno.
W latach 1975–1998 miejscowość należała administracyjnie do województwa toruńskiego.
Nazwę zniesiono z 2023 r.